# Video Mediterraneo
Video Mediterraneo è una emittente televisiva privata siciliana, nata nel 1978 a Modica, nel libero consorzio comunale di Ragusa, dove tuttora ha sede.

## Storia

### Origini
Video Mediterraneo nasce ufficialmente il 14 gennaio 1978 a Modica, nella Sicilia sud-orientale, su iniziativa dell’imprenditore e pioniere della radiotelevisione locale Carmelo Carpentieri. L’esperienza dell’editore nel settore dell’informazione aveva già trovato espressione nella fondazione, nella primavera del 1977, della stazione radiofonica Radio Mediterraneo, una delle prime emittenti private della provincia di Ragusa, che avrebbe iniziato a trasmettere il successivo 1º settembre. Le prime trasmissioni avvengono da una sede in via Modica-Sampieri (zona Modica Sorda), dove vengono installati i trasmettitori sui canali UHF 40 e 65. Il palinsesto iniziale comprende film, telefilm, musica leggera, cartoni animati, varietà e – soprattutto – il telegiornale quotidiano denominato VM Giornale, uno dei primi notiziari locali del sud Italia.

### Anni 1980 e 1990
Negli anni 1980, l’emittente investe in nuovi impianti di trasmissione e amplia progressivamente la copertura geografica, raggiungendo le province di Siracusa e Caltanissetta. È in questo periodo che nascono alcuni programmi che diverranno iconici nella memoria degli spettatori siciliani, come le rubriche satiriche Smorfia la notzia (condotta da Mario Vitale), i talk show di approfondimento, i programmi musicali e i quiz in diretta come Lucky Show, con la conduzione di Enzo Meli. La svolta legale ed editoriale avviene negli anni 1990. Con la promulgazione della Legge Mammì (1990), Video Mediterraneo ottiene la concessione ministeriale per operare regolarmente come emittente regionale e si affilia alla syndication nazionale Italia 9 Network, entrando in un circuito di televisioni locali italiane che condividevano format, pubblicità e parte dei contenuti. In questa fase la sede dell'emittente viene trasferita nell’attuale struttura di proprietà lungo la Strada Statale 115, nei pressi di Modica, dove si trovano tuttora gli studi, gli uffici amministrativi, la sala regia e l’archivio video.

### Anni 2000
L’attenzione all’informazione si consolida nel corso degli anni 2000, sotto la direzione di Katiuscia Carpentieri, figlia del fondatore, e con il coordinamento editoriale del caporedattore Gaetano Guzzardo e del direttore responsabile Salvatore Cannata. Il telegiornale assume una struttura multiedizione, con redazioni attive in diverse città della Sicilia e corrispondenti locali. Accanto al notiziario principale vengono creati spazi dedicati a informazione di settore, tra cui Verde Mediterraneo (ambiente e agricoltura), Terra Sicilia (politica e territorio), Salute Vera (sanità), Esperto risponde (consulenza tematica) e ViviModica (valorizzazione del territorio). Nel 2004, per estendere la visibilità oltre i confini insulari, l’emittente avvia il canale satellitare Mediterraneo Sat, trasmesso dapprima in chiaro su Eutelsat Hot Bird, e poi integrato nei canali della piattaforma Sky (842 e 867), diventando una delle poche televisioni locali del Mezzogiorno ad avere due canali satellitari attivi.

### Anni 2010 e 2020
Dal 1º agosto 2016, VideoMediterraneo inizia a trasmettere in alta definizione sul canale 511. Il 1º febbraio 2019, l’emittente effettua la transizione alla trasmissione in digitale e in formato panoramico 16:9. Il passaggio è accompagnato da un rinnovamento grafico, da nuovi studi digitali e da un sito ristrutturato con sezione on demand per la fruizione dei contenuti via Internet. Il 29 aprile 2022, Video Mediterraneo è coinvolta nello switch-off nazionale al DVB-T2 e si posiziona ufficialmente sul canale 17 del digitale terrestre, sfruttando il mux RaiWay Sicilia 1. Questa operazione permette all’emittente di espandere definitivamente la propria copertura a tutta l’isola, dalle province interne ai capoluoghi costieri, fino alle isole minori. In parallelo, il gruppo editoriale assorbe le emittenti catanesi Video1 e Teletera e lancia nuovi format con taglio più moderno. Il rafforzamento della linea editoriale passa anche attraverso la collaborazione con emittenti nazionali, come Mediaset, da cui viene trasmesso in Sicilia il programma di Massimo Giletti Il punto di Giletti.
Negli anni più recenti, Video Mediterraneo si è distinta per la produzione di contenuti ad alta intensità territoriale: dirette di eventi religiosi (come la Settimana Santa dal libero consorzio comunale di Ragusa, la festa di Sant’Agata a Catania, il Carnevale di Misterbianco), reportage sul turismo e sulle tradizioni siciliane, rubriche culturali e gastronomiche, come Bella tra i fornelli e Gustare Sicilia. Secondo i dati Auditel, nel 2022 Video Mediterraneo risulta essere la seconda emittente televisiva più seguita della Sicilia dopo Antenna Sicilia; i dati del 2024 segnalano una media di 79.302 contatti e un ascolto medio di 417, confermando il ruolo dell'emittente nel panorama televisivo regionale.

## Redazioni
Video Mediterraneo dispone di diverse redazioni, oltre alla sede centrale di Modica. Le redazioni locali sono situate a Caltagirone, Catania, Gela, Palermo, Ragusa, Roma, Siracusa e Vittoria.

## Palinsesto
Video Mediterraneo è un'emittente televisiva generalista che offre una programmazione variegata, con un’attenzione particolare alla realtà e alla cultura siciliana. Il palinsesto spazia dall'informazione all'intrattenimento, includendo notiziari, approfondimenti, eventi religiosi, rubriche culturali, programmi culinari e trasmissioni dedicate alla società e all’ambiente. Il canale propone anche film, telefilm, cartoni animati e rubriche tematiche su itinerari turistici siciliani, ambiente marino, agricoltura, motori e sport. Tutti i contenuti sono disponibili in diretta streaming sul sito ufficiale, garantendo l’accessibilità anche agli utenti fuori dalla Sicilia.

### Informazione
- MTG: il telegiornale regionale con edizioni principali alle 14:15 e alle 20:30, che copre notizie di cronaca, politica, economia e cultura dalla Sicilia e dall'Italia.[17]
- MTG Approfondimento: programma che tratta temi di attualità e d’interesse regionale.
- M Meteo: bollettino meteorologico trasmesso più volte al giorno.
- M TG Breaking News: aggiornamenti flash sulle principali notizie.

### Cultura e territorio
- Gustare Sicilia: format dedicato alla promozione delle tradizioni culinarie siciliane, con approfondimenti su prodotti tipici e ricette locali.[18]
- Siciliano DOC: programma che racconta le peculiarità culturali delle diverse aree dell’isola.
- Cucina per Te: trasmissione culinaria per scoprire i segreti della cucina locale.

### Attualità e società
- Sindaco Oggi: spazio di confronto con i sindaci siciliani, che discutono progetti e problematiche locali.
- Esperto Risponde: professionisti di vari settori rispondono alle domande dei telespettatori.
- Salute Vera: approfondimenti su salute e benessere, con consigli di prevenzione e cura.

### Intrattenimento
- Bella tra i Fornelli: show culinario con ospiti e ricette tradizionali.
- Sarà Lui Sarà Lei: programma di intrattenimento con giochi e quiz per il pubblico.
- OPS! Pillole: rubrica dedicata a curiosità e notizie insolite.
- Automoto: trasmissione che esplora il mondo dei motori e delle nuove tecnologie.

### Programmazione speciale
Nel corso dell’anno, Video Mediterraneo propone spazi speciali dedicati a ricorrenze e festività, come la copertura delle celebrazioni pasquali e dei principali eventi religiosi, culturali e tradizionali siciliani, con servizi e approfondimenti sulle radici storiche e culturali.

## Identità visiva

### Loghi
Nel corso della sua storia, Video Mediterraneo ha adottato diversi loghi, riflettendo l'evoluzione stilistica e tecnologica dell'emittente. Di seguito, una panoramica cronologica delle versioni:
- 14 gennaio 1978 – ????: il primo logo consisteva in una semplice striscia tricolore (blu, rossa e verde), che andava a formare le lettere V ed M, separate grazie ad un taglio orizzontale della striscia tra le due.

- ???? – ????: nessuna informazione disponibile.

- 2000 ca. – 2012: il logo presenta la scritta VIDEOMEDITERRANEO in italico e la lettera M di colore blu scuro e contornata da una linea grigia, con un effetto "rilievo", e cinta da una freccia gialla che punta verso l'angolo inferiore destro.

- 2012 – 30 luglio 2016: il logo viene rinnovato, rimuovendo la freccia gialla.

- 1º agosto 2016 – 10 aprile 2017: la linea grigia sparisce e il colore predominante diventa il blu marino. Nel corso dei mesi, a volte si alterna con il precedente.[10]

- 11 aprile 2017 – 31 gennaio 2019: il logo acquisisce una tinta blu navy.

- 1º febbraio 2019 – 1º dicembre 2024: il logo diviene bianco (grigio e semi-trasparente quando trasmesso in onda); la scritta non è più unita.[20][21]

- Dal 2 dicembre 2024: il logo attuale presenta le lettere V ed M formate da un nastro e sovrapposte; la scritta VIDEOMEDITERRANEO si presenta di nuovo unita, in un font diverso e non più in italico.[22]

### Telegiornale

Logo attuale di MTG, dal 2 dicembre 2024

Il telegiornale di Video Mediterraneo, nel corso del tempo, ha affrontato varie mutazioni della propria identità visiva e del proprio nome. Di seguito, una panoramica parziale dagli anni 2000 al tempo presente:
- 20?? – 2011: recante il nome di VMG, il telegiornale presenta una veste grafica nelle tinte del blu intenso. Il logo riprende quello di rete, la sigla mostra un globo rotante bianco su sfondo blu scuro attorniato dai flussi mediatici dell'informazione, anch'essi bianchi, e lo studio è composto da 2 pareti, una blu e gialla, l'altra beige e a buchi, con un monitor.

- 2011 – 2012: cambia il nome in VMTG, la veste grafica muta, sempre caratterizzata dalle tinte del blu intenso. Il logo riprende quello di rete, la sigla mostra un globo rotante su sfondo blu scuro attorniato dai flussi mediatici dell'informazione e lo studio, anche questo nuovo, è composto da 3 pareti blu con intarsi illuminati di blu e di giallo. Alle spalle della scrivania da conduzione, sono presenti due monitor.

- 2012 – 13 febbraio 2015: la sigla subisce il solo cambio del logo del telegiornale.

- 16 febbraio 2015 – 30 settembre 2016: il telegiornale acquisisce la denominazione non più mutata di MTG. La sigla presenta colori molto più chiari e il giallo, sia in grafica che in studio, viene sostituito dall'arancione. Cambia, inoltre, la musica della sigla e del sottofondo per i titoli.

- 2 novembre 2016 – 30 gennaio 2019: l'unico cambiamento è quello della sigla, che presenta dei cubi con immagini provenienti da tutto il mondo e una tinta predominante che ritorna al classico blu scuro.

- 1º febbraio 2019 – 4 novembre 2022: la rivoluzione digitale porta, oltre al passaggio dell'emissione al formato 16:9 e all'alta definizione, un solo cambiamento, di nuovo quello della sigla, che adesso mostra un flusso di informazioni. Le tinte cromatiche predominanti sono un mix dei design grafici precedenti, ovvero il blu scuro e l'arancione.

- 7 novembre 2022 – 30 novembre 2024: il telegiornale abbandona il suo studio fisico per adottarne uno totalmente virtuale. La sigla muta, venendo semplificata ad un flusso stilizzato di informazioni di blu e di bianco, formante il logo.

- Dal 2 dicembre 2024: viene adottato un nuovo studio virtuale e cambia leggermente la sigla, per adattarsi al cambio di logo della rete.